# Большая каталанская энциклопедия

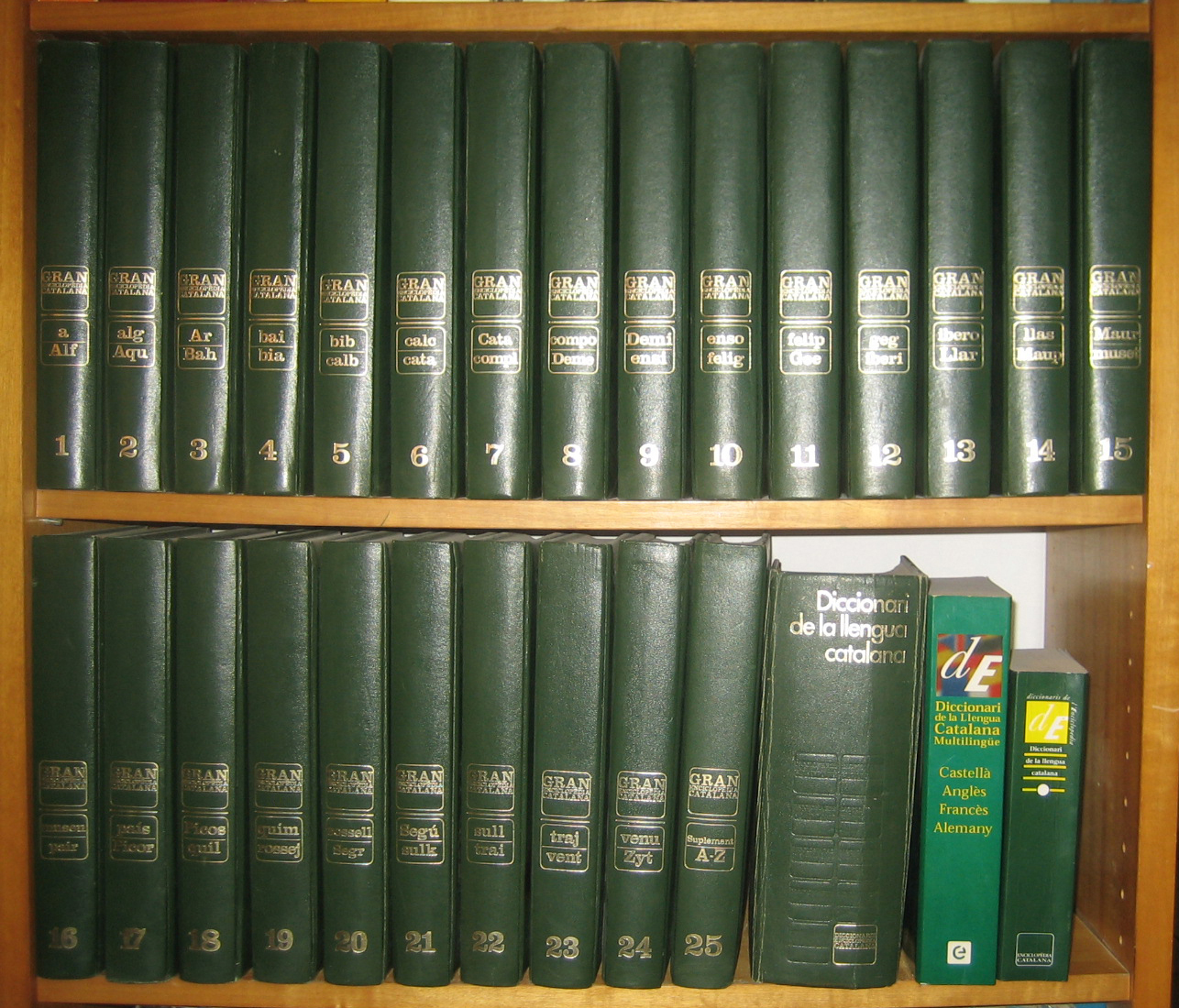
24 тома Большой каталанской энциклопедии, указатель и толковый словарь.

Большая каталанская энциклопедия (кат. Gran Enciclopèdia Catalana) — универсальная энциклопедия на каталанском языке. Последнее по счёту издание готовит издательство Grup Enciclopèdia Catalana, принадлежащее фонду Fundació Enciclopèdia Catalana. В 1991 году издание энциклопедии было награждено крестом Св. Георгия.

## Содержание
Содержит расположенные в алфавитном порядке статьи из всех областей знаний, в том числе об истории, географии, культуре всех стран мира, но с акцентом на более подробное рассмотрение тех или иных вопросов применительно к каталанским реалиям и большее количество статей на каталанскую тематику, для написания которых часто используются первоисточники информации. В состав энциклопедии входит также большой толковый словарь каталанского языка, редактором которого в первом издании энциклопедии выступил Рамон Арамон и Серра. Более поздние издания энциклопедии включали в себя ряд дополнительных томов; ныне существует и электронная версия энциклопедии.

## Оценки
По мнению Жорди Карбонеля, Большая каталанская энциклопедия является результатом «усилий целого поколения интеллектуалов по созданию справочного издания, отражавшего современную культурную, социальную и экономическую ситуацию каталанских стран».

## История
Проект по созданию энциклопедии на каталанском языке начал реализовываться в 1965 году. Первый том был выпущен в 1969 году в издательстве Edicions 62; к 1971 году вышло три тома, однако с этого момента издательство более не могло поддерживать выпуск энциклопедии, бывший для него слишком дорогостоящим предприятием, и энциклопедия начала выходить под патронажем Банка Каталонии. К 1980 году количество томов достигло пятнадцати; в 1982 году вышел толковый словарь, в 1983 году — шестнадцатый том энциклопедии, ставший первым дополнением к оригинальному изданию, и «Универсальный каталанский атлас» (переизданный в 1999 году).
Дополнительные тома для энциклопедии выходили в 1989, 1993, 1999, 2001, 2005 и 2009 годах. Кроме того, в 1986 году был начат выпуск второго издания энциклопедии, под руководством редактора Жезуса Жиральта, включавшего обновлённую информацию и новые фотографии. Это издание включало двадцать четыре тома и указатель, которые были выпущены с конца 1986 по середину 1989 года; первое дополнение к этому изданию вышло в 1993 году. В 1992—1996 годах было выпущено переработанное второе издание. Для первого издания вышло в общей сложности шесть дополнительных томов, для второго — пять.
Первая электронная версия Большой каталанской энциклопедии появилась в Интернете в 1997 году и была доступна только по подписке за плату. В 2008 году было объявлено об отказе от дальнейших бумажных изданий энциклопедии и «открытии» третьего (исключительно электронного) издания энциклопедии, которое будет находиться в свободном доступе. С 2010 года Grup Enciclopèdia Catalana приступила к оцифровке других своих энциклопедических изданий для последующего размещения в Интернете; часть этого материала, согласно решению издательства, будет находиться в свободном доступе, тогда как другая доступна только по подписке.